# Adenovirussen
Adenovirussen (Adenoviridae) zijn een familie van virussen met de vorm van een regelmatig twintigvlak (icosaëder).
Op de hoekpunten bevinden zich speldvormige uitsteeksels. Deze 'spelden' spelen een rol in het maken van een verbinding met de gastheercel.
Adenovirussen veroorzaken bij mensen doorgaans milde ziekteverschijnselen, waaronder luchtweginfecties en conjunctivitis (bindvliesontsteking). Het virus werd in 1953 ontdekt in operatief verwijderde neusamandelen van kinderen. Onderzoek heeft aangetoond dat besmetting met een adenovirus zwaarlijvigheid bij dieren (onder andere kippen en muizen) kan veroorzaken. Of dat voor de mens ook geldt, is nog niet duidelijk.
Een adenovirus is mogelijk de oorzaak van de uitbraak van leverontsteking (2022).
Er zijn enkele zeldzame gevallen die kunnen leiden tot overlijden bij jonge kinderen tussen 1 en 5 jaar.
In december 2023 is er een peuter in Noord-Holland overleden vanwege het andenovirus, dat in zijn organen en bloed was doorgedrongen. Dit virus heeft zijn longvlies aangetast.